# Juan Carlos Haurie Laborde
Juan Carlos Haurie Laborde o Jean Charles Haurie Laborde (Rivehaute, Francia, 1762 – Jerez de la Frontera, 1828) fue un comerciante y bodeguero de origen francés, sobrino de Jean Haurie Nebout, quien junto a éste y cuatro primos formó parte de la compañía “Juan Haurie y Sobrinos”, posteriormente convertida en las Bodegas Pedro Domecq y en la actualidad Bodegas Fundador.

## Nacimiento de Jean Charles Haurie Laborde
Los agricultores Jean Pierre Haurie Nebout de Vielleségure y Marie Laborde de Rivehaute contrajeron matrimonio el 22 de noviembre de 1758. Cuatro años más tarde de esta unión nace Jean Charles Haurie Laborde el 7 de noviembre de 1762 en Rivehaute, Nueva Aquitania, Francia.

## De Francia a Jerez, finales delsigloXVIII
Su tío, hermano de su padre, Jean Haurie Nebout, comerciante natural de Vielleségure quien residía en Jerez de la Frontera desde 1740, tras la muerte en 1764 del comerciante irlandés afincado también en la misma ciudad Patrick Murphy, hizo prosperar su negocio de elaboración y exportación de vino, tras recibir su herencia y ganar el famoso Pleito Haurie, contra el Gremio de la Vinatería en Jerez. Sin descendencia, sería en sus últimos años cuando llamó a sus cinco sobrinos Juan José Haurie Puzzein, Juan Pedro Haurie Puzzein, Juan Luis Haurie Puzzein, Pedro Lembeye Haurie y Juan Carlos Haurie Laborde, para que aprendieran y le ayudaran en sus negocios. Estos cinco sobrinos, todos de la zona de Bearn, llegaron a Jerez durante el período de gran miedo y abolición del feudalismo de la Revolución Francesa, probablemente huyendo de aquella situación. De esta manera el 1 de enero de 1791 cambió el nombre y funda la compañía “Juan Haurie y Sobrinos”, por un periodo de cinco años.  Juan Haurie Nebout fallece en 1794 e instituye a sus cinco sobrinos como herederos. En su testamento deja escrito que a finales de 1795 ésta se liquidara y se creara otra nueva con los cinco sobrinos a partes iguales en la que todos tuvieran las mismas facultades, por un período de 25 años, con la excepción que, si cuatro de ellos fallecieran antes de este tiempo, la compañía debería liquidarse.

## Jean Charles Haurie Laborde en Jerez de la Frontera
Al igual que sus primos, Jean Charles Haurie Laborde a su llegada a Jerez de la Frontera tuvo que enfrentarse a la barrera de un idioma nuevo y a otra ciudad. Durante la última década se introdujo en sociedad y ejerció como diputado del Común, como así lo atestigua un expediente del Archivo Municipal de Jerez de 1797. Fue también en estos años cuando se casó con la gaditana María Josefa Victoria Balleras, hija de Guillermo Esteban Balleras y María teresa Ghyselly, con la cual tuvo su única hija a la que llamaron Carlota, pero que falleció a temprana edad.
Entrados en 1800, Jerez fue devastada por una epidemia de fiebre amarilla en la que falleció un tercio de su población en cincuenta días, tal y como relata el profesor de la escuela de medicina de Montpellier J.M. Berthe en un escrito suyo de la época, donde también describe la figura de Jean Charles Haurie Laborde como negociante y procurador mayor ligado al cuerpo municipal, y relata que en plena pandemia tuvo una conducta muy honorable ayudando a personas enfermas, a llevarlas al hospital y dar sepultura a los fallecidos.
Los años posteriores a esta tragedia fueron buenos para la compañía Juan Haurie y Sobrinos sobre todo 1807 y 1808, hasta que decidieron apoyar la causa francesa, asunto que acabó con la sublevación del pueblo de Jerez el 2 de junio de 1808 y los Haurie teniendo que marcharse fuera de la ciudad durante dos años, presumiblemente en Sevilla, período durante el cual otorgaron un poder a cuatro personas de su confianza para que se hicieran cargo del negocio. La invasión de España del ejército francés se produjo ese año y su llegada a Jerez dos años más tarde, donde la ocuparon entre 1810 a 1812, años durante los cuales los cinco Haurie fueron aliados y proveedores del ejército ocupante, bajo un acuerdo firmado el 29 de octubre de 1810 por el Mariscal Soult, Duque de Dalmacia, General en Jefe de las tropas francesas en España. Tras la contienda, la deuda que dejaron los franceses era tan elevada que la compañía nunca se recuperó.
Llegados a 1814, cuatro de los sobrinos habían fallecido menos Juan Carlos Haurie Laborde que hace caso omiso a la última voluntad de su tío y no liquida la compañía, que ya arrastraba deudas muy importantes. Ante la imposibilidad de pagar a diversos acreedores y empleados, se ve obligado de pagar en especie con mosto, aguardiente o vasijas. En 1815, la compañía “Juan Haurie y Sobrinos” presenta suspensión de pagos y se declara en quiebra y el 29 de julio del mismo año ante la Junta de Acreedores promete liquidar la deuda en el plazo de seis años, ante lo cual la junta accede. Con el anhelo de recuperar la deuda no pagada del Gobierno Francés en la que el cual reconocía la deuda, pero no estaba conforme con la cuenta y ante la lentitud de todo este proceso debido a la distancia con Jerez, Juan Carlos Haurie Laborde se traslada a París. Ante la imposibilidad de zanjar este asunto con rapidez y debido a que su presencia era vital para el negocio en Jerez, decide volver y delegar en su esposa Maria Victoria la reclamación ante Francia, ante lo cual finalmente para tal fin ésta se instaló en la capital francesa durante un largo período.

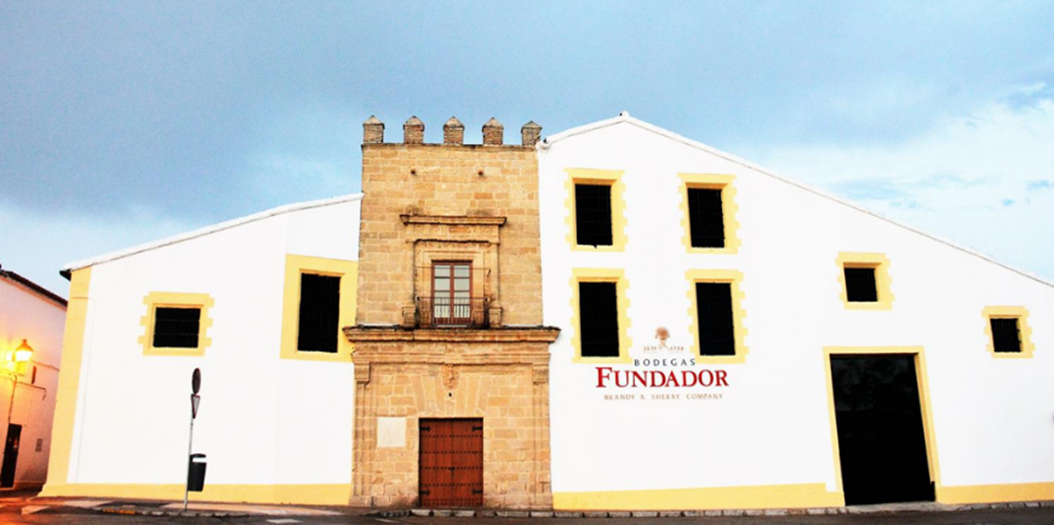
Bodega El Castillo y Torre Riquelme en Puerta de Rota. Antigua propiedad de Juan Haurie y Sobrinos. Jerez

Ante la situación del negocio, en 1816 pide ayuda a su sobrino nieto Pedro Domecq Lembeye, que desde hacía años con la sociedad “Ruskin, Telford & Domecq” ejercía de representante en Londres de los vinos de la casa Haurie. Pedro Domecq Lembeye estuvo con su tío abuelo Juan Carlos Haurie Laborde al frente del perjudicado negocio hasta que en 1822, apenas sin fondos y tras el plazo de seis años otorgado por la Junta de Acreedores, el proceso terminó con la declaración de quiebra fraudulenta, lo que llevó a Juan Carlos Haurie Laborde a prisión. A partir de este momento se vendieron todas las propiedades de la compañía y Juan Carlos Haurie Laborde, ya como inquilino, subarrendó a Pedro Domecq Lembeye las bodegas ubicadas en Puerta de Rota y le cedió el uso del nombre “Juan Haurie y Sobrinos”, aunque a su vez la seguía explotando por su cuenta, incumpliendo el acuerdo de cesión con su sobrino nieto. Por esta razón, Pedro Domecq Lembeye decide crear una compañía en 1823 con su propio nombre, "Pedro Domecq", heredera de los clientes, edificios, activos y marcas de "Juan Haurie y Sobrinos" (actualmente Bodegas Fundador). Por otro lado, Juan Carlos Haurie constituye una sociedad con Patricio Garvey y Jacobo Wilson, "Wilson & Garvey", para seguir negociando con la marca “Haurie y sobrinos”, la cual finalmente se disolvió en 1827 tras desavenencias entre sus socios.

## Muerte de Jean Charles Haurie Laborde

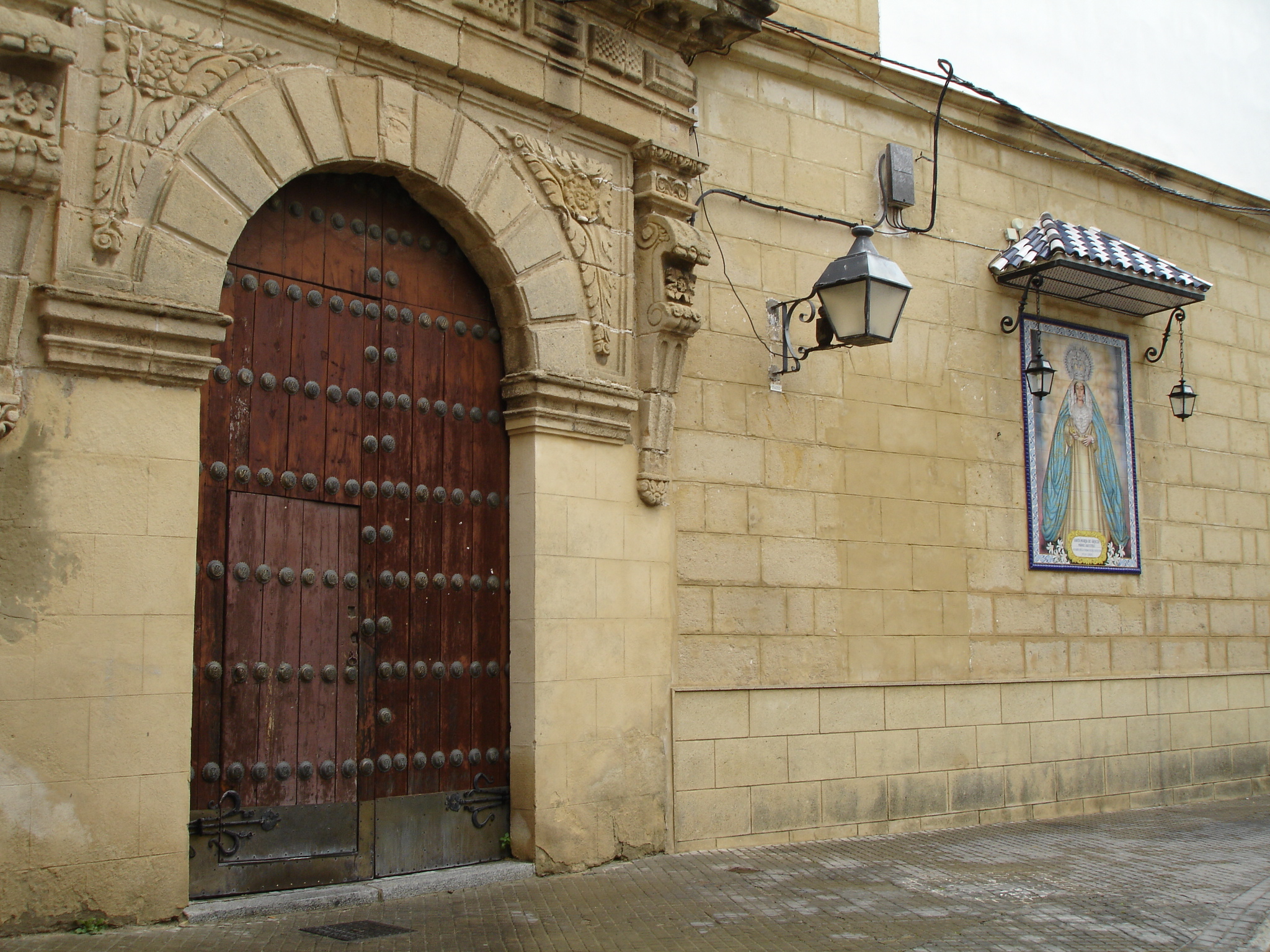
Convento de Santa María de Gracia, en la misma calle donde Juan Carlos Haurie Laborde tenía su residencia. Jerez

Tras el repudio del pueblo jerezano hacia todo lo francés después de la ocupación que duró hasta 1812 y en la
```
que la casa Haurie estuvo muy involucrada, Jean Charles Haurie pasó muchos periodos de sus últimos años fuera de esta ciudad, intentando infructuosamente cobrar su deuda con el Gobierno Francés así como levantar sus negocios con periodos de estancias en 
Sevilla
, 
Londres
 y 
París
. Su última morada la tuvo en calle Monjas de Gracia, donde aún se ubica el convento de 
Santa María de Gracia
, en la collación de San Lucas, donde finalmente tal y como aparece en su partida de defunción, fallece en 
Jerez de la Frontera
 el 4 de agosto de 1828, a la edad de 66 años. Casi arruinado y con escasas propiedades, deja como único heredero a su sobrino Juan Carlos Haurie Casson, hijo de su hermano Pedro Haurie Laborde y Marcelina Casson. Éste consigue adquirir nuevas propiedades en Jerez para sus bodegas en el 
Postigo de la Merced
, 
Castillo de la Peña
, 
Rincón Malillo
 y calle Cordobeses, así como construir en 1868 el palacete Villa Elena en la Avenida Álvaro Domecq diseñado por el arquitecto francés 
Charles Garnier
, creador también del Palacio del 
Recreo de las Cadenas
. Incorporaría a sus negocios a su hermano Calixto Haurie Casson y más tarde a su propio hijo Juan Carlos Haurie y Chicho, cuyas compañías seguían apareciendo como "Juan Haurie y Sobrinos", "Juan Carlos Haurie Sobrino" o "Juan Carlos Haurie" cada vez con menor actividad en la exportación de vinos, con nuevos problemas económicos y declaraciones de quiebra. Su actividad comercial y apellido desaparecen de Jerez en el último cuarto del 
siglo
 
XIX
. 
```

## Deuda pendiente con el gobierno francés
Ya fallecido Juan Carlos Haurie, su esposa María Victoria Balleras, residiendo en París, tras muchos años de infructuosos intentos, pudo ir cobrando algunas de las partidas de la deuda de su difunto marido desde 1865 hasta 1870. Con la salud deteriorada debido a su edad, pudo mandar todo lo recaudado a Jerez de la Frontera y repartirlo entre los sobrevivientes y descendientes a los que les correspondía una parte. En dicha entrega dichos descendientes que no sabían el origen del dinero a percibir se comprometían a no hacer preguntas. La idea de María Victoria Balleras era limpiar de alguna manera el nombre de su marido. El encargo del reparto recayó sobre el entonces alcalde de Jerez de la Frontera, Rafael Rivero.